# Клагенфурт-Ланд
Клагенфурт-Ланд (нем. Bezirk Klagenfurt Land) — политический округ в Австрии. Центр политического округа — город Клагенфурт-ам-Вёртерзе. Политический округ входит в федеральную землю Каринтия. Население — 58 684 чел., площадь 765,59 км2. Плотность населения 76,65 чел./км2. Землеобеспеченность — 13 046 м2.

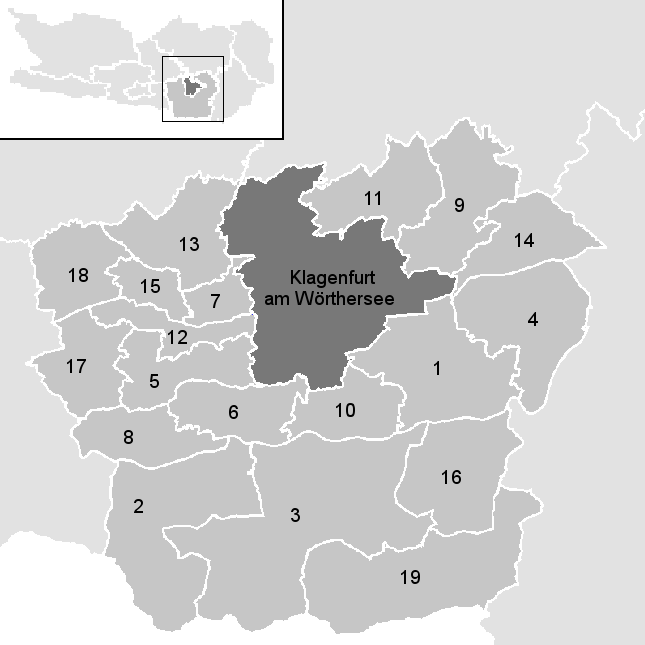
Общины политического округа Клагенфурт-Ланд

## Административные единицы
Городские общины
1. Ферлах (7602)
Киршентойер
2. Фиктринг (7044)
 Ярмарочные общины
3. Эбенталь (7427)
4. Вёльфниц (4606)
5. Файстриц-им-Розенталь (2707)
6. Графенштайн (2602)
7. Мариа-Заль (3838)
Карнбург
8. Мосбург (4463)
Сельские общины
9. Койчах-ам-Зе (2348)
10. Кёттманнсдорф (2792)
11. Крумпендорф-ам-Вёртер-Зе (2848)
12. Лудманнсдорф (1825)
13. Магдаленсберг (2980)
14. Мариа-Райн (2020)
15. Мариа-Вёрт (1258)
16. Поггерсдорф (2850)
17. Пёрчах-ам-Вёртер-Зе (2670)
18. Санкт-Маргаретен-им-Розенталь (1133)
19. Шифлинг-ам-Зе (2267)
20. Техельсберг-ам-Вёртер-Зе (2059)
21. Целль (702)